# Mihály Vörösmarty

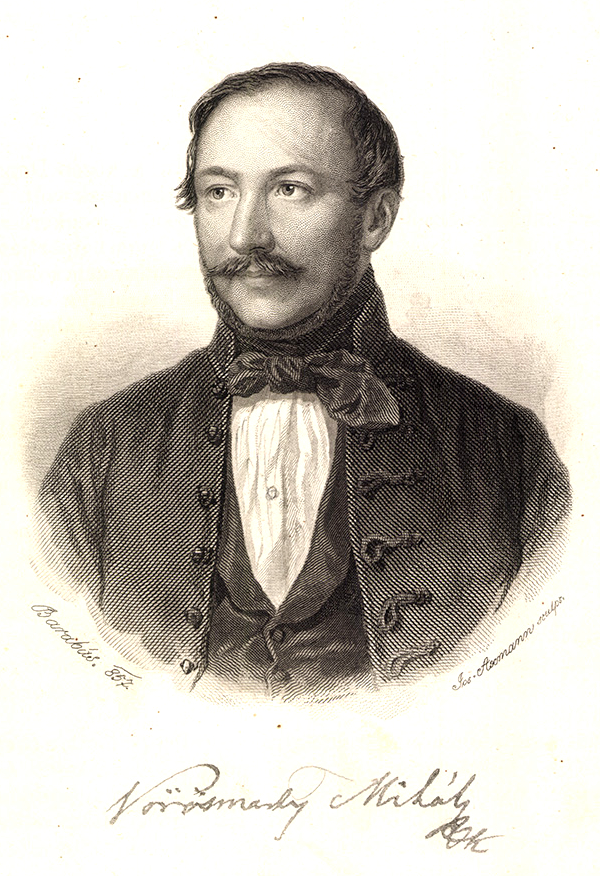
Mihály Vörösmarty

Mihály Vörösmarty, född 1 december 1800 i Kápolnásnyék, död 19 november 1855 i Pest, var en ungersk skald. Han var Ungerns störste diktare under István Széchenyis nationella reformperiod, en av den ungerska litteraturens grundläggare och det poetiska språkets nydanare. 
Efter juridiska studier blev Vörösmarty 1824 advokat, men hade då redan länge ägnat sig åt författarskap och framträdde 1825 med ett romantisk-patriotiskt epos Zalán futása (Zaláns flykt) i 10 sånger på hexameter, vilket hör till hans bästa alster och på en gång gjorde honom berömd. 
Vörösmarty anslöt sig till Károly Kisfaludys krets, ägnade sig helt åt skaldskap och publicerade nya episka dikter, bland annat Cserhalom (1826) och den dystert romantiska medeltidsdikten Ket szomszédvár (De två grannslotten; 1832). Hans dramatiska verk är av mindre betydelse; dock framstår här fedramat Csongor és Tünde (Csongor och Tünde; 1831). 
Innerst var Vörösmarty emellertid lyriker; särskilt uppskattade blev hans epigram- och kärleksdikter och hans mäktiga Szózat (Maning; 1836; svensk översättning 1845) är en av ungrarnas nationalhymner. Bruten av den ungerska revolutionens utgång och sitt folks olyckor, sjöng han i A vén cigány (Den gamle zigenaren; 1855) sin svanesång. Hans samlade skrifter utgavs av Pál Gyulai 1864, i fullständig upplaga 1884.